# Arte independiente
Arte independiente es un concepto que etiqueta a distintos artistas, corrientes artísticas y obras de arte dentro del arte contemporáneo, especialmente en las artes plásticas, aunque también en las artes escénicas. Sin embargo, en este caso (que presenta la particularidad de suponer trabajos colectivos y no individuales y una infraestructura habitualmente más costosa) suelen emplearse las expresiones teatro independiente o cine independiente.
El término arte marginal, Outsider Art o Art Brut se utiliza a veces en el mismo sentido, pero más propiamente designa al de los enfermos psiquiátricos o los marginados sociales, y a veces se extiende a los artistas autodidactas, naif y el denominado primitivismo asumido.
Aunque el rechazo de las líneas estéticas marcadas dentro de la corrientes predominantes del Arte no es algo nuevo, sino que puede encontrarse en otras épocas, la figura del artista bohemio incomprendido por las instituciones, nace con el romanticismo y las transformaciones propias de la revolución burguesa, de finales del siglo XVIII a la primera mitad del siglo XIX. Esta transformación histórica de gran magnitud, en el arte tuvo el decisivo efecto de superar la dependencia que el arte y los artistas tenían, bien de la estructura gremial de su oficio (no distinto de otras artesanías desde la Edad Media) o bien del mecenazgo tradicional de la Iglesia o la Monarquía; y convirtió al artista en un agente individual dentro del mercado, que trabaja por su cuenta y enfrenta sus creaciones a la demanda del público, que puede entender (o no) la originalidad como un valor. La figura del artista maldito, que no triunfa en vida y sólo es valorado por la posteridad tuvo sus máximos ejemplos en pintores como Vincent van Gogh o en poetas como Charles Baudelaire y Paul Verlaine (autor de Los poetas malditos, 1888) y en la estética del decadentismo.
Más específicamente, el arte independiente adquiere dimensión pública con la actitud desafiante de los pintores franceses del siglo XIX que, no pudiendo acceder a las exposiciones anuales de la Academia (Salón de París) por divergencias estéticas con el academicismo oficial, montaron desde 1863 el Salon des Refusés (Salón de los Rechazados) como propuesta antiacadémica, donde poder exponer sin jurado. La Société des Artistes Indépendants organizaba un salón de los independientes desde 1884.
Con el tiempo, este tipo de salones alternativos a su vez se institucionalizaron, con lo que pasaron a ser criticados por los que, desde una posición aún más extraoficial, se consideraban rechazados por los rechazados. Desde finales del siglo XIX y comienzos del XX, comenzando por el impresionismo, cada uno de los movimientos denominados vanguardias artísticas fueron pasando por un ciclo semejante, en el que comenzaban como algo juvenil, rompedor e independiente, con la provocación como elemento identificativo, para acabar siendo asimilados por el mercado del arte y las instituciones. De esta manera, llegan a ser objeto de convocatorias mediáticas, como los festivales de cine independiente (como el Festival de Sundance que se celebra anualmente desde 1983) y las ferias de arte independiente (como el FAIM de Madrid, que se celebra anualmente desde 2000).
La máxima de Marcel Duchamp "es arte porque lo ha elegido el artista", propia de su idea de arte conceptual, supone una crítica radical a todo juicio sobre arte, plasmada en la práctica con el Urinario R. Mutt. Tras el surrealismo y el arte abstracto del periodo de entreguerras, la amplísima nómina y rápida sucesión de estilos de la segunda mitad del siglo XX, como el Pop Art, los happenings y las instalaciones artísticas en que únicamente la voluntad del autodefinido como artista o, alternativamente, la mirada del espectador, deteterminan la condición de obra de arte de cualquier artefacto (o incluso de cualquier acto que se entienda como vehículo de expresión), llevaron la libertad artística o libertad de creación a un grado tal que no puede distinguirse del todo vale, cuya expresión social fue la denominada revolución de 1968.
Aunque el arte independiente es imposible de determinar por características intrínsecas, una característica externa que suele considerarse como identificativa es el uso por los artistas de sus propios medios para difundir sus trabajos, por lo que, a pesar de la dificultad de determinar el alcance de sus manifestaciones, este prolifera y se extiende. Por otro lado, el fenómeno de las galerías de arte y sus precios de exposición llevaron como reacción a las fórmulas de bajo coste permitidas por internet y la autoedición, un cambio en la forma de transmitir el arte que aún está sin sistematizar.
A pesar de no existir una definición estricta o universalmente aceptada de concepto de arte, su valor económico no ha perdido relevancia, a pesar de la pretensión de cada uno de los movimientos autodefinidos como arte independiente de que su concepto de calidad no quede sujeto a mercado y se limité a un tipo de expresión libre, una tendencia de conocimiento a través de la praxis, un mecanismo de autocreación y experimentación subjetivo, o una implicación social a través de llamadas a la universalización del conocimiento asimilable a los derechos humanos.
En América Latina, el arte independiente ha dado lugar a movimientos simbólicos y propuestas de reapropiación del espacio público que combinan lo artesanal, lo filosófico y lo narrativo. Un ejemplo de ello es el trabajo de los artistas Fito Girolami y Catalina Lucz-Ligeti, quienes desarrollaron una instalación permanente en Baños de Agua Santa, Ecuador, basada en la figura del duende como elemento de lo invisible y lo no institucionalizado.